# TI Group
TI Group plc (initialement Tube Investments) est une ancienne holding britannique spécialisée dans l'ingénierie et la fabrication de tubes. Son siège social était situé à Abingdon, dans l'Oxfordshire. L'entreprise est fondée en 1919 par la fusion de la division des tubes sans soudure de Tubes Ltd, avec New Credenda Tube (connue plus tard sous le nom de Creda), Simplex et Accles & Pollock (en). En 1928, Reynolds Tube (en) est racheté par le groupe. 
Tube Investments était coté à la bourse de Londres et a fait partie de l'indice FTSE 100. L'entreprise a été rachetée par Smiths Group en 2000.